# آبشار باهوتی
آبشار باهوتی (به انگلیسی: Bahuti Falls) آبشاری است که در  مادایا پرادش، هند واقع شده و ارتفاع کلی ریزشگاه آن ۱۴۲ متر (۴۶۶ فوت) است.